# Anaxibia (Gattin des Kerkaphos)
Anaxibia (altgriechisch Ἀναξιβία Anaxibía) ist eine Person der griechischen Mythologie.
Anaxibia ist laut Plutarch die Gemahlin des Kerkaphos und die Mutter des Maiandros. Nach ihm soll der Fluss Mäander seinen Namen erhalten haben. Nach anderen Quellen war der Flussgott Maiandros allerdings der Sohn des Okeanos und der Tethys.